# Stora Marktappen
Stora Marktappen är en sjö i Smedjebackens kommun i Dalarna och ingår i Norrströms huvudavrinningsområde.